# آلفرد بورن
آلفرد بورن (انگلیسی: Alfred Burne؛ ۱۸۸۶ – ۱۹۵۹) مورخ نظامی، و پرسنل نظامی اهل بریتانیا بود.